# Røyrøya
Røyrøya est une île norvégienne du comté de Hordaland appartenant administrativement à Bømlo.

## Description
Rocheuse et désertique, elle s'étend sur environ 1,063 km de longueur pour une largeur approximative de 824 m. Il y a cinq bâtiments sur l'île. 